# Маяк Эдиз-Хук
Маяк Эдиз-Хук (англ. Ediz Hook Light) — маяк, расположенный в городе Порт-Анджелес, округ Клаллам, штат Вашингтон, США. Построен в 1865 году. Деактивирован в 1946 году.

## История
В 1862 году таможенная служба была переведена из города Порт-Таунсенд в город Порт-Анджелес, и в 1863 году Конгресс США выделил 5 000$ на строительство полноценного маяка вместо фонаря на входе в гавань города. В конце 1863 года город Порт-Анджелес пострадал от наводнения и его будущее было под вопросом. Тем не менее, 2 апреля 1865 года маяк был достроен, он представлял собой двухэтажное деревянное здание с небольшой квадратной башней на крыше, общая высота маяка была 13 метров. На нём была установлена линза Френеля пятого поколения. В 1885 году была также построена противотуманная колокольня. К началу XX века здание маяка находилось в плохом состоянии и нуждалось в ремонте. В 1908 году противотуманного сигнала, к которому примыкала восьмиугольная башня маяка. Маяк был построен по проекту архитектора Карла Лейка, который также строил маяки Макилтио и Кейп-Араго. Стоимость работ составила 9 381$. В 1909 был построен новый дом смотрителя. В 1946 году маяк был выведен из эксплуатации, вместо него в настоящее время используется автоматический маяк на скелетной башне.